# علیرضا نادی
علیرضا نادی (زاده ۱۱ شهریور ۱۳۵۹ در تهران) والیبالیست ایرانی، عضو و کاپیتان سابق تیم ملی والیبال مردان ایران است.
نادی در دوازدهمین دوره جام جهانی در سال ۲۰۱۱ در مرحله مقدماتی به عنوان دومین مدافع میانی جام جهانی دست یافت.

## ملی
نادی در سال ۱۳۷۶ توانست یکی از بازیکنان ثابت تیم ملی نوجوانان ایران بشود و در مسابقات جهانی حضور پیدا کند و بعد به تیم نوجوانان دعوت شد و با تیم نوجوانان قهرمان آسیا شد. نادی با بیش ۱۰۰ بازی ملی جزو باشگاه صدتایی‌ها است. علیرضا نادی در زمان خولیو ولاسکو با حرف و حدیث‌های زیادی از تیم ملی ایران کنار گذاشته شد.

## باشگاهی
اولین باشگاه نادی هما تهران بود. او پیش از داماش ۷ سال در صنام، ۲ سال در سایپا و یک سال در پیکان بازی کرده‌است و بازیکنی بسیار پر تجربه محسوب می‌شود. او سابقه ۱ بار نایب قهرمانی با سایپا، ۱ قهرمانی با پیکان و ۴ قهرمانی با صنام در لیگ برتر را در کارنامه خود دارد. او همچنین با پیکان ۶ بار و با صنام ۱ بار به قهرمانی در جام باشگاه‌های آسیا و با کاله به سومی آسیا دست یافت. نادی پس از ۱ سال حضور نا موفق در ارومیه به باریج اسانس کاشان پیوست و بعد از آن راهی متین ورامین شد.

## افتخارات

### ملی
- مدال طلایی قهرمانی آسیا ۲۰۱۱
- مدال نقره بازی‌های آسیایی ۲۰۱۰
- مدال طلا کاپ آسیا ۲۰۱۰
- مدال نقره قهرمانی آسیا ۲۰۰۹
- مدال طلا کاپ آسیا ۲۰۰۸
- مدال نقره بازی‌های غرب آسیا ۲۰۰۵
- مدال برنز قهرمانی آسیا ۲۰۰۳
- مدال طلا قهرمانی نوجوانان آسیا ۱۹۹۸

### باشگاهی
- قهرمانی جام باشگاه‌های آسیا (۶ بار) با پیکان ۲۰۰۶، ۲۰۰۷، ۲۰۰۸، ۲۰۰۹، ۲۰۱۱
- قهرمانی جام باشگاه‌های آسیا (۱ بار) با صنام ۲۰۰۲
- سومی جام باشگاه‌های آسیا (۱ بار) با کاله ۲۰۱۲
- قهرمانی لیگ برتر ایران با کاله (۱ بار)، با صنام (۴ بار)، با پیکان (۱ بار)

### فردی
- برترین مدافع میانی کاپ آسیا ۲۰۱۰
- بهترین مدافع میانی قهرمانی باشگاه‌های آسیا ۲۰۰۸
- باارزش‌ترین بازیکن مسابقات قهرمانی نوجوانان آسیا ۱۹۹۸